# Oeuvre van Willem van den Hout
Dit artikel geeft een overzicht van het oeuvre van de Nederlandse auteur Willem van den Hout (1915-1985).

## Feuilletons
W. van den Hout / Keit. Menzies (pseudoniem, alleen gebruikt voor aflevering nr. 1)
- Het wekelijksch verhaal. Publicatie in het Noordbrabantsch Dagblad Het Huisgezin (18-07-1936 t/m 01-05-1937). Met tekeningen van Sjoerd Bijlsma.

Willem W. Waterman (pseudoniem)
- De witte jas. Publicatie in De Residentiebode (07-10-1941 t/m 11-10-1941).

Willy Waterman (pseudoniem)
- De geheimzinnige schat. Publicatie in De Bredasche Courant (11-02-1938 t/m 23-04-1938). Daarna gepubliceerd in het Rotterdamsch Nieuwsblad (05-02-1940 t/m 01-03-1940) en in de Nieuwe Venlosche Courant  (10-04-1940 t/m 01-06-1940).
- De erfenis van een zonderling. Publicatie in De Bredasche Courant (19-01-1939 t/m 08-03-1939). Daarna gepubliceerd in het Nieuwsblad van het Noorden (25-04-1939 t/m 08-06-1939).
- Een woestijn raakt zoek. Publicatie in de Nieuwe Venlosche Courant (18-02-1939 t/m 24-04-1939). Daarna gepubliceerd in het Limburgsch Dagblad (30-07-1940 t/m 12-10-1940) en in het Leeuwarder Nieuwsblad (27-02-1941 t/m 15-05-1941).

Willy van der Heide (pseudoniem)
- De avonturen van drie jongens in de Stille Zuidzee. Publicatie in Jeugd (1943/1944). Met tekeningen van Franz Mettes.
- 3 Jongens en een caravan. Publicatie in Jeugdkampioen (1949). Met tekeningen van Nic. Blans.
- Tumult in een toeristenhotel. Publicatie in Jeugdkampioen (1950). Met tekeningen van Wim Boost.
- Een speurtocht door Noord-Afrika. Publicatie in Jeugdkampioen (1951/1953). Met tekeningen van Wim Boost.
- De smokkelvaart van de Maia. Publicatie in Jeugdkampioen (1953) en in Panorama (1960).
- Die blaue 3 (Duitstalige bewerking van de nrs. 1 t/m 3 van de Bob Evers-serie door M.-José van de Voort). Publicatie in Fix und Foxi (nr. 286 t/m 303; 1961). Met tekeningen van Dorul van der Heide.

Sylvia Sillevis (pseudoniem)
- De Drie meisjes rumoer. Publicatie in Margriet (nr. 40, 01-10-1955 t/m nr. 5, 04-02-1956).

## Luisterspelen
De uitzendingen hebben op onderstaande data plaatsgevonden op de radiozenders Hilversum 1 en Hilversum 2.
- 06-02-1942 Moeilijkheden met Fluffy [1]
- 19-02-1942 Wat niet weet, wat niet deert [1]
- 05-03-1942 Er bestaan geen spoken [1]
- 06-03-1942 De Hik-rhapsodie [2]
- 13-03-1942 De expresse [2]
- 20-03-1942 Staatsvijand No. Een [3]
- 27-03-1942 De kat-astrophe [3]
- 10-04-1942 Dakloozen [2]
- 17-04-1942 Manipulaties met Chu-Chin-Chow [2]
- 24-04-1942 Drie vagebonden en hun meester [2]
- 08-05-1942 Landelijke rust [2]
- 15-05-1942 Joop en de stomme dieren [2]
- 18-05-1942 De wereldburger [2]
- 29-05-1942 Muizenissen [2]
- 05-06-1942 De komst van Pichegru [2]
- 08-06-1942 De lijnen in Harry's handpalm [2]
- 15-06-1942 Een jaar getrouwd [2]
- 29-06-1942 De romance van een reclamechef [2]
- 07-07-1942 Assistentie... wij zinken [1]
- 27-07-1942 De groote Hans en de adellijke Heer [2]
- 03-08-1942 Kareltje Karper's liefdesdrank [2]
- 25-10-1942 Groot alarm - uitslaande brand [2]
- 30-10-1942 De arrestatie van schele Gerrit [2]
- 06-11-1942 Het schot klonk te laat [2]
- 13-01-1943 De legende van de Amerikaansche democratie [1]
- 17-01-1943 Zonderling avontuur van een verslaggever [1]
- 21-02-1943 Helden van alle dag [2]
- 03-03-1943 De bekende ironie van het bekende toeval [1]
- 29-05-1943 O jeugd, o zeden..... [1]
- 11-07-1943 Een eenvoudig verhaal van een moedig zeeman [1]
- 22-08-1943 Een gelukkig kapitein van een gelukkig schip [1]
- 03-09-1943 De Moord in het Warenhuis [1]

## Strips
Bob Evers-serie (stripuitgave; bewerkt door Koen Wynkoop en Hans van Oudenaarden)
- Een vliegtuigsmokkel met verrassingen (gepubliceerd als feuilleton in het Algemeen Dagblad, 2002/2003)

Bob Evers-serie (stripuitgave; bewerkt door Frank Jonker en Hans van Oudenaarden)
- 1. Kabaal om een varkensleren koffer (gepubliceerd als feuilleton in het Algemeen Dagblad, 2003/2004; als boek uitgegeven in 2004 (uitgeverij Arboris))
- 2. Avonturen in de Stille Zuidzee (gepubliceerd als feuilleton in het Algemeen Dagblad, 2004/2005; als boek uitgegeven in 2006 (uitgeverij Boumaar))
- 3. Drie jongens op een onbewoond eiland (gepubliceerd als feuilleton in het Algemeen Dagblad, 2005/2006; als boek uitgegeven in 2007 (uitgeverij Boumaar))
- 4. De strijd om het goudschip (uitgegeven in 2008 (uitgeverij Boumaar))
- 5. Een overval in de lucht (gepubliceerd als feuilleton in het striptijdschrift Eppo, 2009; als boek uitgegeven in 2010 (uitgeverij Boumaar))

## Overige publicaties
Van den Hout publiceerde voorts columns en verhalen, onder meer in de volgende periodieken: De Residentiebode (1942), Cinema & Theater (1943), De Gil (1944), Amor's magazine (1949/1950), Rechts-Om (1968/1970), Candy (±1975), De Nieuwe Clercke (1976/1977). Hij was ook werkzaam als vertaler van Engelstalige literatuur.